# Alcalá del Obispo
Alcalá del Obispo – niewielka miejscowość w Hiszpanii w Aragonii w prowincji Huesca, 13 km na południe od miasta Huesca. Pomiędzy Alcalá del Obispo a miejscowością Monflorite-Lascasas znajduje się Port lotniczy Huesca.